# Mayara Magri (Tänzerin)

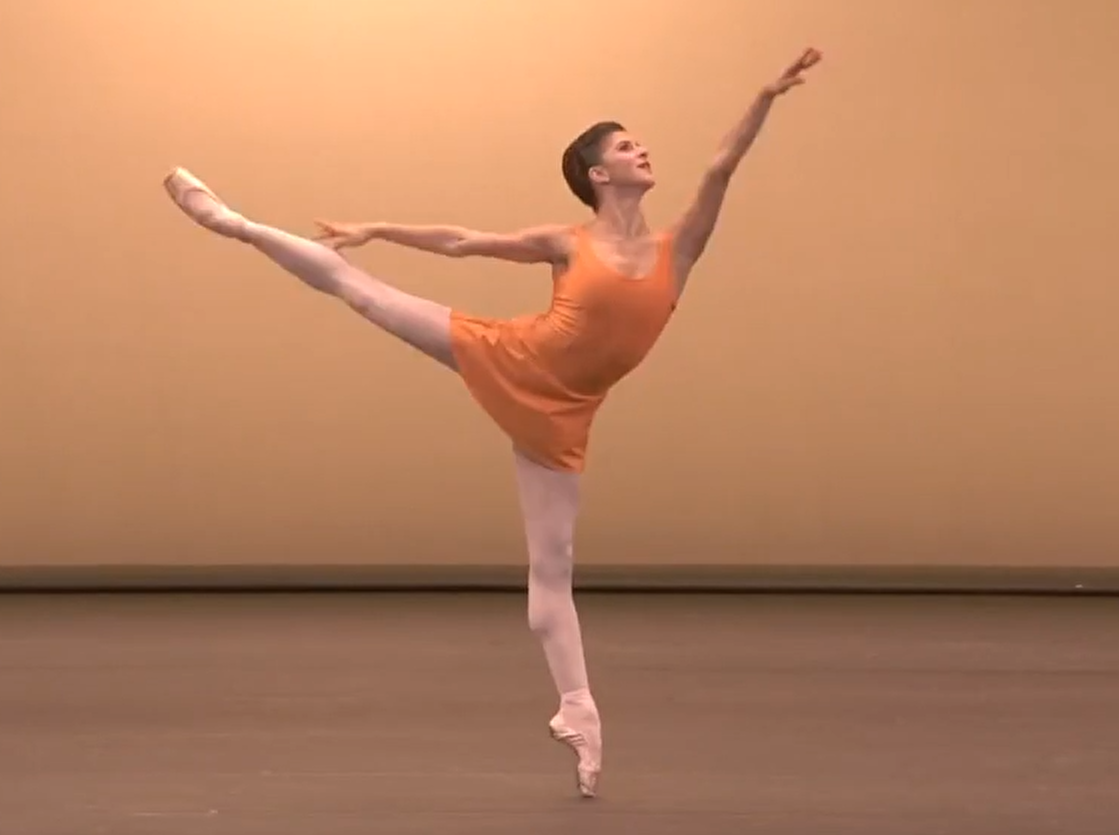
Mayara Magri, 2021

Mayara Magri (* 26. April 1994 in Rio de Janeiro) ist eine brasilianische Tänzerin. Sie ist führende Solistin an der Ballettkompanie The Royal Ballett in London.

## Leben
Magri wuchs in Brasilien auf und bekam mit acht Jahren ein Stipendium, um an der P'etite Danse Schule in Rio de Janeiro trainieren zu können. Ab 2009 studierte sie Klassisches Ballett in Rio auf dem Instituto Braga Carneiro. Sie gewann 2011 im Alter von 16 Jahren und 9 Monaten die Senior Age Division des Youth America Grand Prix, den Prix de Lausanne Stipendium sowie den Publikumspreis. Daraufhin ging sie nach Großbritannien und setzte ihr Studium an der Royal Ballet School in London fort.
Nachdem sie ihr Studium 2012 abgeschlossen hatte, begann sie an der Ballettkompanie Royal Ballett zu arbeiten. Sie wurde 2015 zum First Artist ernannt und 2016 erfolgte die Beförderung zu Solistin. 2018 folgte die Beförderung zur Ersten Solistin, 2021 wurde sie zu einer der führenden Solistinnen (Principal Dancer) der Royal Ballet Company berufen.

## Auftritte
- Gypsy Girl (in The Two Pigeons)
- Florestan’s Sister
- Fairy of the Enchanted Garden sowie Fairy of the Woodland Glade (in The Sleeping Beauty)
- Tatiana (in Anastasia)
- Mercedes (in Don Quichotte)
- Rose Fairy and Vivandière (in The Nutcracker)
- Handmaiden (in Apollo)
- pas de trois (in Swan Lake)
- Entertainer (in The Invitation sowie The Vertiginous Thrill of Exactitude)
- ‘Rubies’ (in Jewels)

- Woolf Works
- Within the Golden Hour
- Monotones I
- Symphonic Variations
- After the Rain and Carbon Life
- Multiverse
- The Human Seasons

## Auszeichnungen
- Senior Age Division des Youth America Grand Prix, 2011
- Prix de Lausanne Stipendium, 2011
- Publikumspreis, 2011